# Norvégia földrajza

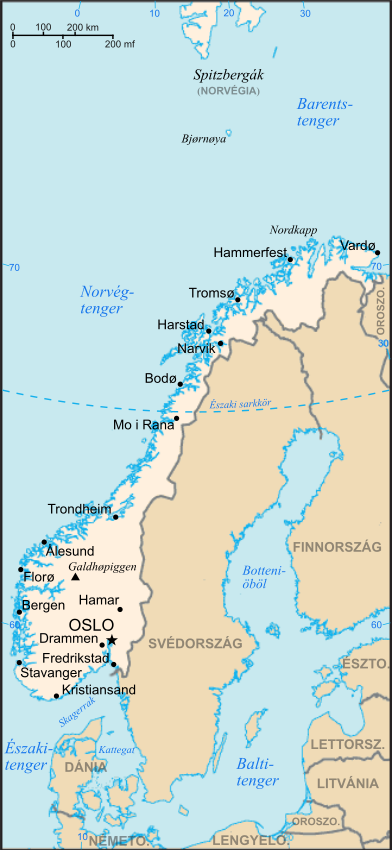
Norvégia térképe. Lásd még: Norvégia atlasza

Norvégia észak-európai ország, a Skandináv-félsziget nyugati és északi részében, északkeletre az Északi-tengertől, északra a Skagerrak szorostól, nyugatra az Atlanti-óceántól (a Norvég-tengertől) és délnyugatra a Barents-tengertől terül el. Keleten hosszú szárazföldi határa van Svédországgal, jóval rövidebb Finnországgal északkeleten, illetve egészen északkeleten egy rövid határa Oroszországgal is.
Alakja nagyon elnyúló. Partja egyike a világ leghosszabb és legtagoltabb partvonalainak. A zegzugos partvonal közelében mintegy ötvenezer sziget pettyezi a tengert. A norvég szárazföld 13 északi szélességi fokon nyúlik át, az 58°-tól a 71° túl (Svalbard pedig a 81°-tól is északabbra esik). Merőleges irányban a norvég földek a keleti hosszúság 5°-tól a 31°-ig terjednek. (De Jan Mayen a nyugati hosszúság 9°-án, Kvitøya a keleti szélesség 33°-án helyezkedik el.)
A világ egyik legészakibb országa. Európa leghegyvidékibb országa, amelyben óriási területeket ural a Skandináv-hegység. Az ország átlagos tengerszint feletti magassága 460 méter és területének 32 százaléka a favonal felett fekszik.
Az országon átnyúló hegység geológiailag folytonos Skócia és Írország hegyeivel, sőt az észak-amerikai Appalache-hegységgel is. A geológusok szerint mindezek a hegységek egybefüggtek az ősi Pangaea szuperkontinens széttöredezése előtt.
A Würm-glaciális, illetve sok korábbi jégkorszak idején a mai Norvégia teljes területét vastag jégtakaró fedte. A jég mozgása mély völgyeket vájt ki. Amikor a jég felolvadt, ezek megteltek tengervízzel és kialakultak Norvégia híres fjordjai.
A jégtakaróból való „kibontakozás” ma is tart, az ország évente több milliméternyit „nő” ki a tengerből, különösen a keleti partvidék, illetve a hosszú fjordok belső részei, ahol a jégtakaró a legvastagabb volt. Ez egy nagyon lassú folyamat és az legutóbbi eljegesedést követően a tenger nagy területeket fedett még évezredekig azok közül, amelyek ma szárazon fekszenek. Oslóban (Aker) a tenger korábban olyan területeket fedett, amelyek ma 221 méterrel van a tengerszint felett, Stavangerben ez a különbség 25 méter, Stadnál 5 méter, Trondheimnel 180 méter, Tromsønél 50, Kirkenesnél 75 méter. A régi tengerfenék ma a legjobb norvég mezőgazdasági területek közé tartozik.
A magashegyi területeken a gleccserek őrzik a jégtakaró emlékét, bár később alakultak ki. A Kr. e. 7000 és Kr. e. 3000 közti időszakban (a holocén éghajlati optimum idején) a régió klímája 1-3 °C-kal magasabb volt a jelenleginél és a korábbi gleccserek ekkor csaknem teljesen felolvadtak.
A jég felszínalakító munkájának eredményeképp a norvég Sogne-fjord a világ második legmélyebb fjordja, a Hornindalsvatnet pedig Európa legmélyebb tava.

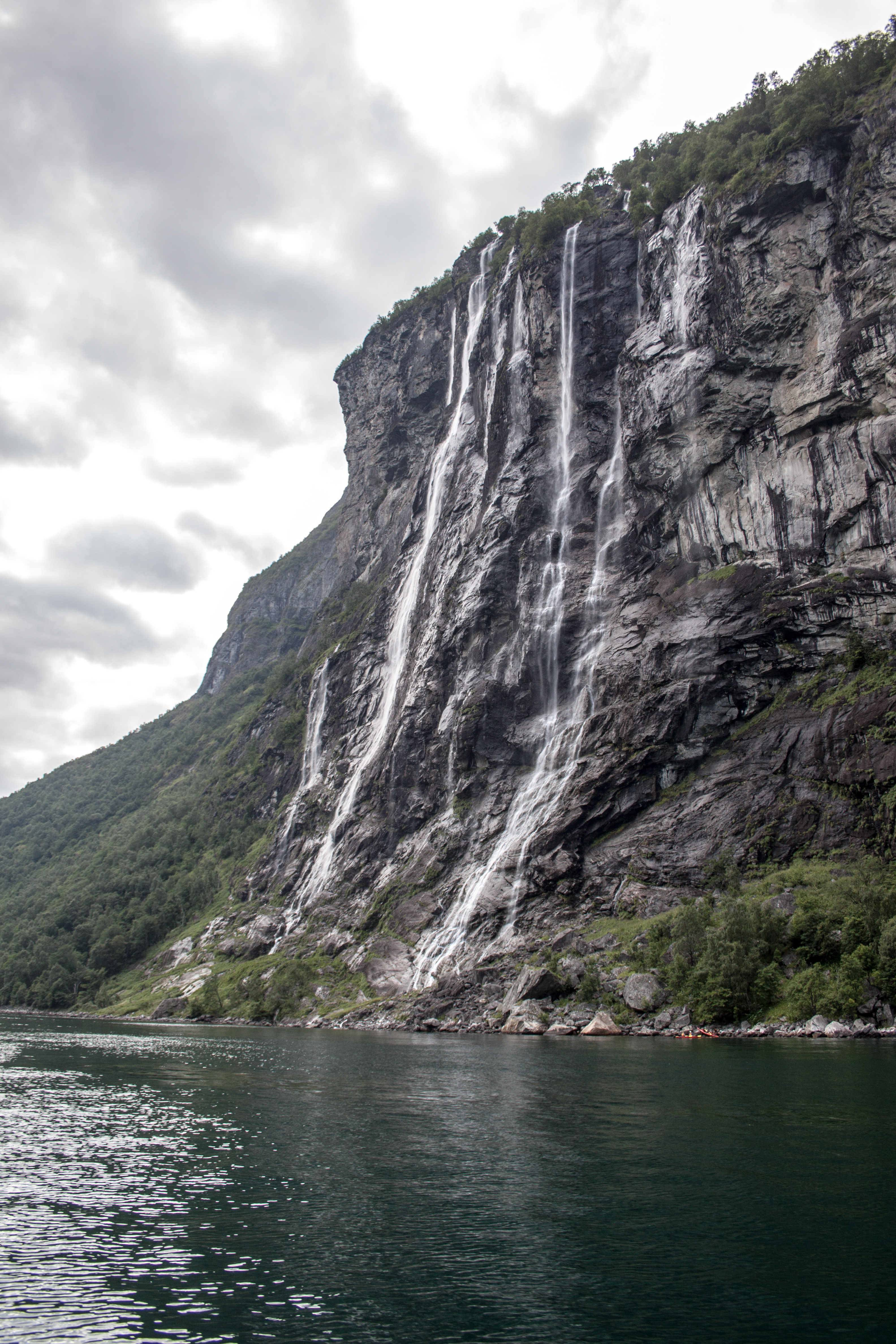
A hegylánc nyugati részében sok a vízesés. A képen Hét nővér-vízesés látható a Geirangerben

## Statisztikák
Területe:

Teljes:
324 220 km²

Szárazföld:
307 860 km²

Víz:
16 360 km²

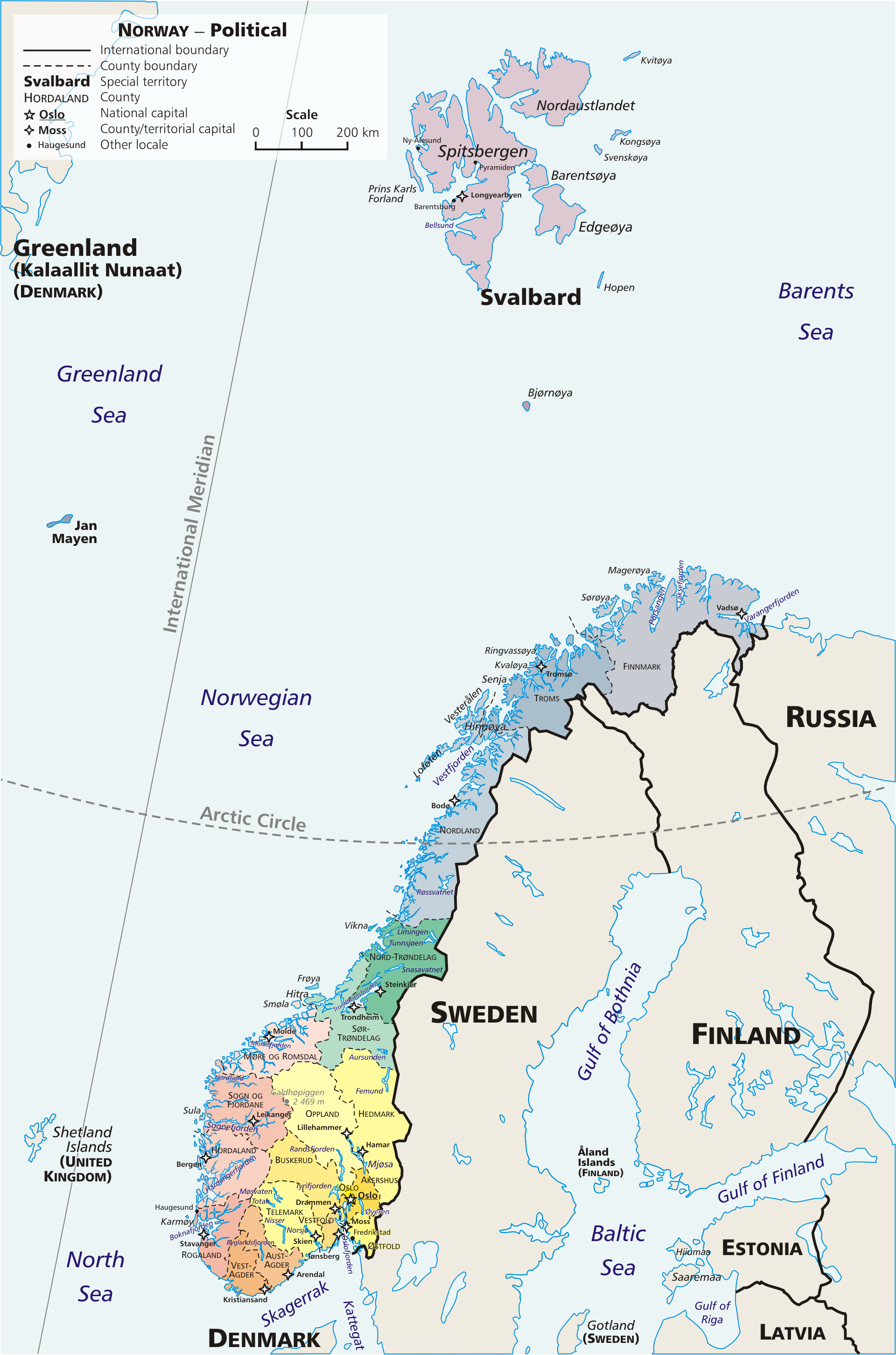
Norvégia - régiók és megyék

Svalbarddal és Jan Mayennel együtt: 385 199 km²
Területi összehasonlítás:
Valamivel nagyobb, mint Új-Mexikó, valamivel kisebb mint Vietnám. Három és félszer nagyobb, mint Magyarország.

Svalbardot és Jan Mayent is számítva, területe valamivel nagyobb, mint Japáné.
Szárazföldi határai hossza:

Teljes:
2515 km

Szomszéd országok:
Finnország 729 km, Svédország 1619 km, Oroszország 196 km.
Tengerpartja:
25 148 km (a kontinensen); 83 281 km (a szigeteket is beleértve) 
Tengeri területigénye:

Parti zóna:
10 tengeri mérföld (19 km)

Kontinenstalapzat:
200 tengeri mérföld (370 km)

Kizárólagos gazdasági zóna:
200 tengeri mérföld (370 km)

Territoriális vizek:
12 tengeri mérföld (21 km)

## Fizikai földrajza

### A Skandináv-hegység
A Skandináv-hegység az ország legszembeszökőbb földrajzi egysége. Kezdete délen a skagerrak-parti Setesdalsheiene. Innen észak felé tart, felölelve az ország jórészét, keresztülmetszve a Vestlandet fjordjaival. Ebben a részében található a Hardangervidda, Jotunheimen (a 2469 méteres Galdhøpiggennel), a Sognefjell és a Trollheimen északon, nagy gleccserekkel, mint a Jostedalsbreen, a Folgefonna és ad Hardangerjøkulen. Trondheimtől délre a hegylánc kelet felé fordul, olyan láncokkal, mint a Dovrefjell és a Rondane és többnyire enyhén emelkedő platókkal éri el. Svédország határait. Ezután a hegység északkelet felé haladva követi a határt (a neve itt Kjølen). Nordlandban és Tromsben újra sok nagy fjord szeli keresztbe. A tengerrel találkozva itt sok szigetet hoz létre. A Skandináv-hegység Északkelet-Tromsban a Lyngeni-alpokba megy át, majd eléri Finnmark északnyugati részét. Az Alta-fjordtól a Nordkappig (Északi fok) haladva fokozatosan egyre alacsonyabbak lesznek a hegyek és végül elérik a Barents-tenger partjait.
A Skandináv-hegység természetes határokat alakított ki; belőle minden irányban völgyek ágaznak ki. Az így létrejött fizikai régiók azonban csak részben fedik egymást Norvégia hagyományos régióival és megyéivel.

### Déli part
A Skagerrak és az Északi-tenger partvidéke a hegységtől délre, nyugaton Stavanger, keleten az Oslo-fjord külső része közt alacsonyabban fekvő vidék. Az országnak ebben a részében a völgyek tipikusan észak-déli irányúak. Dombos vidék, de vannak teljesen lapos részei, mint Jæren és Lista.

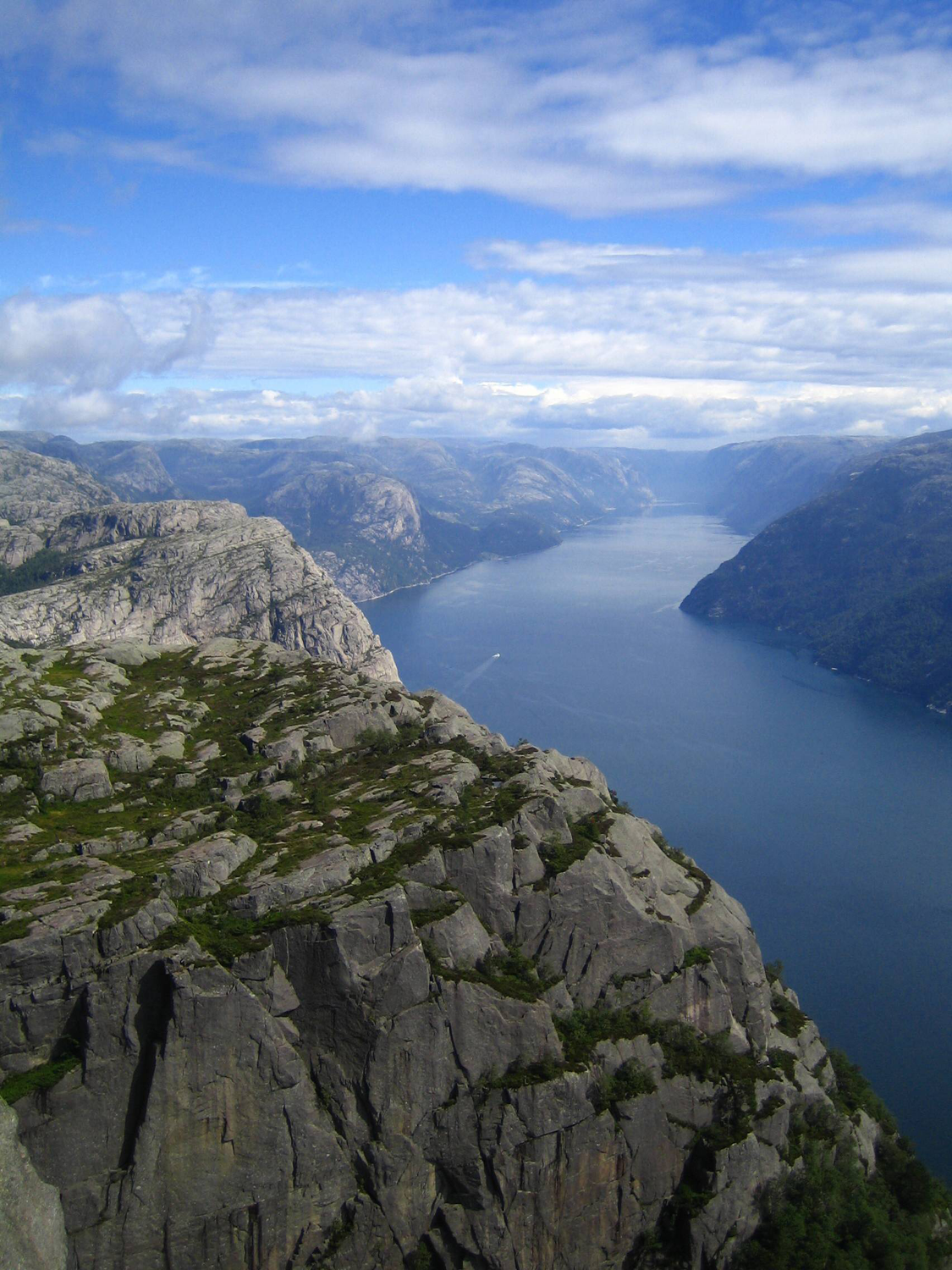
A Lyse-fjord Prekestolen felől

### Délkeleti rész
A hegyektől keletre eső vidékre (Østlandet és Telemark és Røros jórésze) a keleti parton észak-déli irányú völgyek, nyugatabbra inkább északnyugat-délkeletiek a jellemzőek, és a völgyek az Oslo-fjord felé tartanak. A leghosszabb völgyek az Østerdal és a Gudbrandsdal. Az Oslo-fjord körül nagy alacsonyan fekvő terület található. Itt van a Glomma folyó és a Mjøsa tó is.

### A nyugati fjordok
A nyugatra eső vidékre (a Vestlandet Stavangertől északra) jobban jellemzőek a hegyek, amelyek itt egész a tengerpartig nyomulnak, bár a part felé közeledve magasságuk csökken. A vidéket a nagy fjordok uralják, amelyek közt a legnagyobbak a Sogne-fjord és a Hardanger-fjord. Itt van a turisták által kedvelt Geiranger-fjord is. A partot párhuzamos sziklaszigetek lánca (a Skjærgård) védi, amelyek védett útvonalat biztosítanak az 1600 kilométeres Stavanger-Nordkapp útvonal csaknem teljes hosszán. A fjordok és a völgyek általában nyugat-keleti irányúak, északabbra északnyugat-délkelet irányba tartanak.

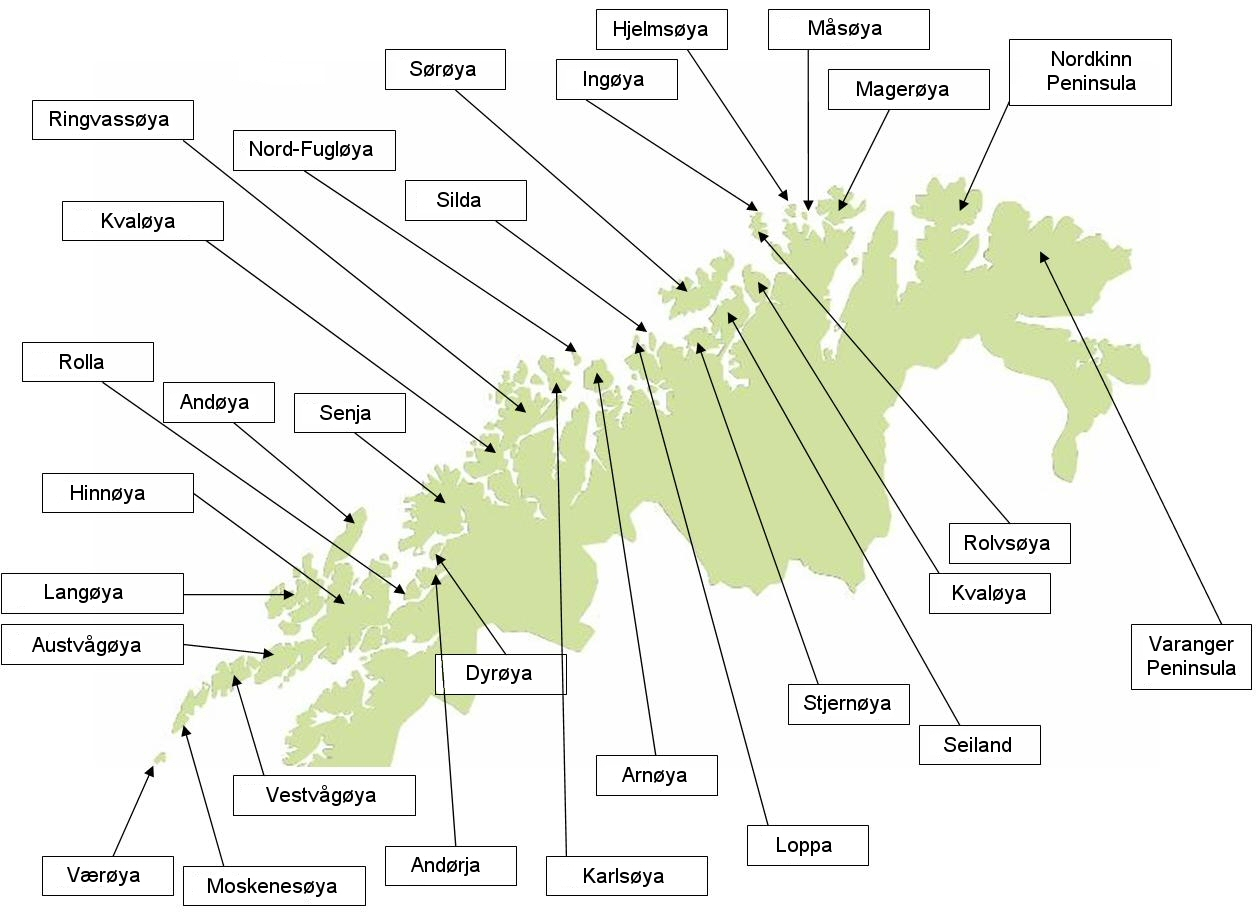
Néhány Észak-Norvégia fő szigetei közül

### Trondheim régió
A Dovrétól északre eső vidék (Trøndelag, kivéve Rørost) barátságosabb képet mutat, lekerekítettebb formákkal és hegyekkel. A völgyek itt a Trondheim-fjord felé tartanak és hozzá közel érve egy jelentős alföldbe torkollnak. Északabbra helyezkedik el a Namdalen völgy, amely a Namsos körüli régióba torkollik. A Fosen-félszigetre és a legészakabbi partvidékre (Leka) ismét a hegyek és a keskenyebb völgyek jellemzőek.

### Az északi fjordok
A még északabbra fekvő vidéket (Nordland, Troms és Finnmark északnyugati része) ismét a meredekebb, partig hatoló hegyek jellemzik és a nagyszámú fjord. E térség déli részében a fjordok és völgyek általában nyugat-keleti irányúak, északabbra inkább északnyugat-délkeleti az irányuk. (A Saltfjellet hegylánc kivétel, itt a völgyek nagyjából észak-déliek.) E hosszan elnyúló régióhoz sok sziget tartozik, mint Lofoten és Vesterålen szigetei és Senja.

### A Távol-északkelet
A Nordkapptól keletre elterülő (Finnmarksviddának és Kelet-Finnmarknak megfelelő) part és szárazföldet kevésbé uralják a hegyek, a terület tengerszint feletti magassága jellemzően 400 méternél kisebb. Nagy, széles fjordok nyúlnak el észak-déli irányban. A norvég partokra jellemző kis sziklás szigetek itt hiányoznak. Legkeletebbi részében található a kelet-nyugati irányú Varanger-fjord, az egyetlen az ország nagy fjordjai közül, amelynek kelet felé van a kijárata.

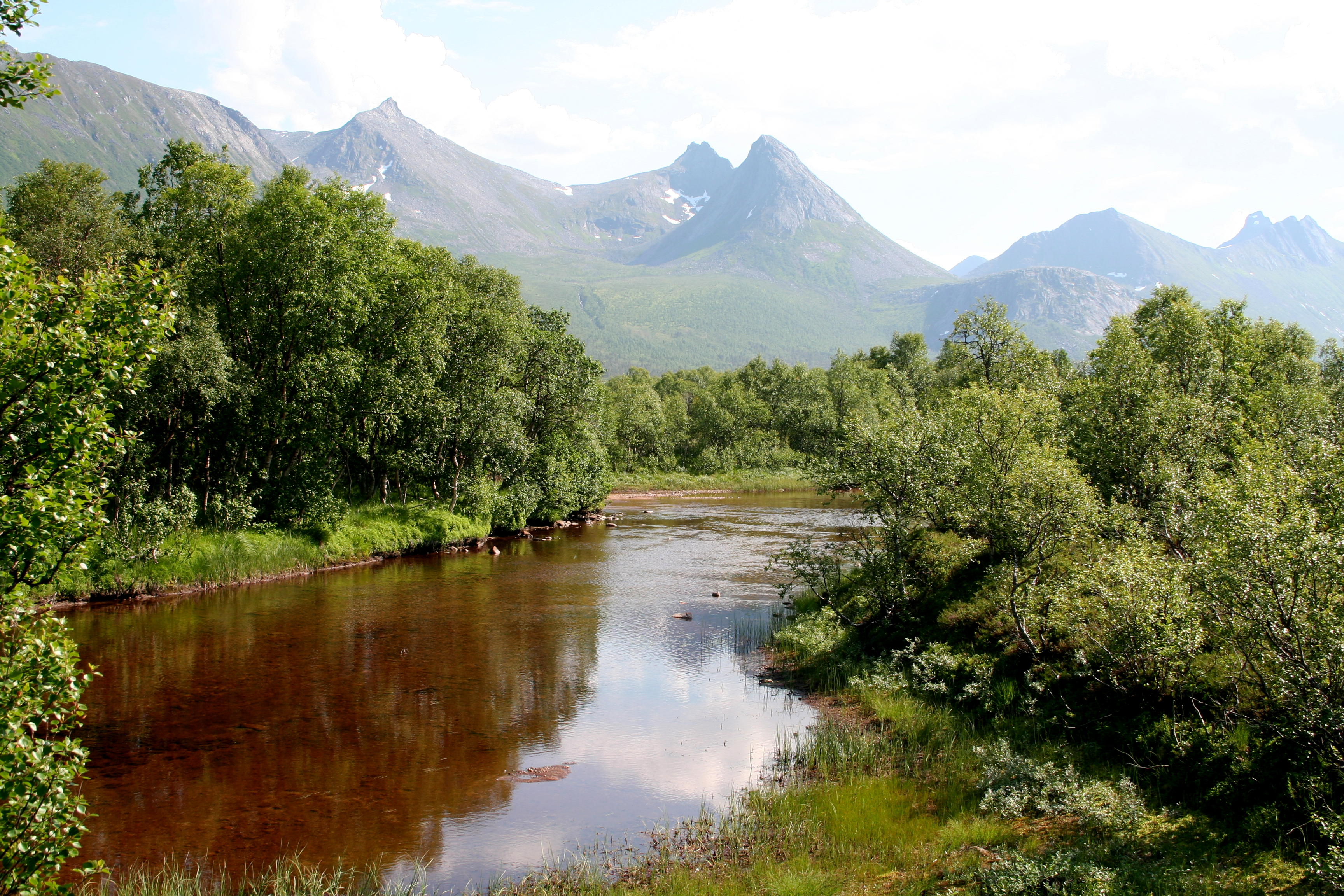
Norvégia partjai mentén több, mint százezer sziget és szigetecske van. Hinnøya, a legnagyobb partmenti sziget, 200 kilométerre a sarkkörön belül

### Spitzbergák
Északabbra, a Sarki-óceán vizein fekszik a Spitzbergák szigetív. Hegyek borítják, ezeket pedig gleccserek fedik, különösen a szigetív keleti részében, amelynek több, mint 90 százalékát borítják a gleccserek. A Spitzbergákon az Austfonna Európa legnagyobb gleccsere.

### Jan Mayen-sziget
Jan Mayen szigete a norvég szárazföldtől északnyugatra fekszik, félúton Grönland felé. Itt van a Beerenberg, Norvégia egyetlen aktív vulkánja.

### Bouvet-sziget
A nagyobbrészt gleccserekkel borított, csak fókák és madarak lakta sziget a Dél-Atlanti-óceánban fekszik, az 54. szélességi körön.

### I. Péter-sziget
Szintén gleccserek és egy vulkán uralják a Csendes-óceán deli részében, a 69. szélességi körön és a 90. nyugati hosszúsági fokon elhelyezkedő I. Péter-sziget látképét. A Bouvet-szigettel együtt Norvégia külső függősége, nem a norvég királyság része.

### Maud királyné föld
Ugyancsak norvég függőség, az Antarktisznak a Déli-sarkig nyúló egy része. A világ legnagyobb jégmezője borítja, amelyből itt-ott nunatakok emelkednek ki. A norvég Troll kutatóállomás egy hegy jégmentes lejtőjén épült.

## Napsütés, időzóna
Az északi sarkkörön túli norvég területeken nyáron éjszaka is fent van a nap, télen pedig nappal is sötét van, de ezeknek az időszakoknak a hossza a szélességi körtől függ. Például Longyearbyenben, ha az északi horizont tiszta, a napkorong április 19. és augusztus 23. közt a horizont felett van, a téli sötétség pedig október 27-étől február 14-éig tart. Nordkappban e két periódus május 11. - július 31. és november 19. - január 22., Tromsøben május 17. - július 25. és november 26. - január 15., Bodøben május 30. - július 12. (az atmoszferikus fénytörés miatt igazi sarki éjszaka itt nincs). A szárazföld jórészén a sarki éjszaka sem teljes sötétséget jelent, Tromsøben például a dél körüli órákban van nemi derengés. Longyearbyenben azonban a sarki éjszaka periódusának közepén majdnem teljes a sötétség. A napok és éjszakák hossza az ország déli részében is nagyot változik év közben: Oslóban a nyári napforduló idején a nap 03:54-kor kel és 22:54-kor nyugszik, a téli napforduló idején ugyanakkor csak 09:18-kor kel és már 15:12-kor lenyugszik.
A hosszú napfény időszaka - amikor a nap este 8 óra után nyugszik - az ország egészében körülbelül április 1-jétől szeptember 10-éig tart, kivéve Finnmark keleti részét. A rövid napfény időszaka, mikor a nap délután 4 óra előtt lemegy, Stavangerben november 24. - január 7., Oslóban november 11. - január 19., Trondheimben november 4. - január 28., Tromsøben október utolsó vasárnapjától február 18-áig, Vardøben október 19-étől március 2-áig.
Az ország északi része az aurora borealis zónájában helyezkedik el, de a sarki fény néha Norvégia déli részében is megfigyelhető.
Norvégia a keleti hosszúság 15°-nak megfelelő közép-európai időt használja. Mivel az ország kelet-nyugati irányban is nagyon megnyúlt, jelentős különbségek vannak országon belül a napkelte és a napnyugta idejében. A közép-európai idő zónájában így Finnmark kora reggel napsütést „nyer”, este pedig veszít, a Vestlandet pedig fordítva. A nyári időszámítást (GMT + 2 óra) március utolsó vasárnapjától október utolsó vasárnapjáig alkalmazzák.
Az apály és dagály közti vízszintkülönbség a déli partokon kicsi, északon nagy; Mandalban 0,17 méter, Oslóban és Stavangerben 0,3 méter, Bergenben már 0,9 méter, Trondheimben, Bodøben és Hammerfestben 1,8 méter, Vadsøben pedig 2,17 méter.

## Éghajlata

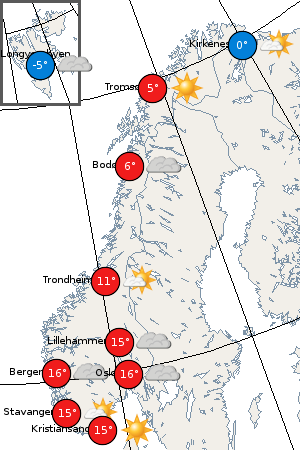
A hőmérséklet 2008. május 5-én nagyjából az évszakra jellemző volt, bár az ország legdélebbi részében a szokásosnál valamivel melegebb volt.

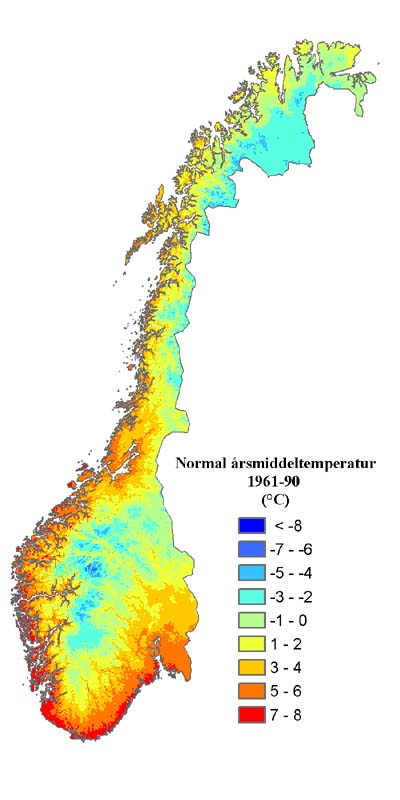
Norvégia térképe az éves átlagos hőmérséklettel (1961-1990)

Norvégia éghajlata északi fekvéséhez képest mérsékelt. Ez főképp annak köszönhető, hogy az Észak-atlanti-áramlat, illetve meghosszabbítása, a Norvég áramlat felmelegíti a levegőt és ezt a délnyugati szelek a szárazföld fölé szállítják.

### Csapadék
Az orografikus emelés jelensége a Vestlandet és a Dél-Nordland egyes részeit Európa legcsapadékosabb területeivé teszi, különösen ahol a nedves nyugati szelek magas hegyekbe ütköznek; ez a szárazföld belsejében történik, a külső sérszigetzónán túl. A legtöbb csapadék, évi 3575 milliméter a Sogn og Fjordane megyei Brekkében hullik, de a partközeli hegyekben meghaladhatja az évi 5000 millimétert is. A sarkkörhöz közeli Lurøy átlagos éves csapadéka 2935 milliméter, ami egy ennyire északon fekvő területen teljesen szokatlan. A part mentén ősszel és a tél elején hull a legtöbb csapadék, a legszárazabb az április és június közti időszak. A hosszú fjordok belső területei szárazabbak, Lærdalban évi 491 mm, Levangerben 750 mm és Skibotnben, a Lyngen-fjord végénél csak 300 mm. (Az utóbbi helyen a legnagyobb Norvégiában a tiszta időjárású napok száma.) A hegyektől keletre fekvő vidékeken, például Oslóban is, az időjárás a kontinentálishoz hasonlóbb, kevesebb csapadékkal, több napfénnyel és általában melegebb nyarakkal; a csapadék a legtöbb nyáron és az ősz elején (gyakran rövid, de nagy záporokkal), a tél és a tavasz pedig általában szárazabb. A hegyek övezte völgyek a környező vidékekhez képest nagyon szárazak lehetnek és Finnmark belső vidékein egy nagy területen az éves csapadék 400 milliméternél is alacsonyabb. A svalbardi repülőtéren az éves csapadék 190 mm, a legalacsonyabb Norvégiában. A szárazföldön a legalacsonyabb, 278 mm, Skjåkban, de a szárazföldön előfordult 64 mm is, a dovrei Hjerkinnben. A havi átlagokban is nagyon nagyok az eltérések, a Skjåkban áprilisban mért 5 mm-től a brekkei szeptemberi 454 mm-ig. A parti területeken Lindesnestől északra Vardøig évente több, mint 200 nappon hull csapadék, de napi átlagban kevés (0,1 mm). A legalább 3 mm csapadékot hozó napok száma Blindernben (Oslo) 77, Kjevikben (Kristiansand) 96, Floridában (Bergen) 158, Værnesben (Trondheim) 93 és Tromsøben 109.

### Hőmérséklet
A partokon sokkal enyhébbek a telek, mint az azonos szélességi körökön a szárazföld belsejében. A parti területeken a leghidegebb és a legmelegebb hónapok közti hőmérsékleti különbség csak 11 - 15 °C; egyes világítótornyoknál az éves hőingadozás csak 10 °C, mint Svinøyben (Herøy), ahol a leghidegebb hónapban a hőmérséklet 2.7 °C. A szárazföld belsejében sokkal nagyobb a hőingás, legnagyobb (30 °C) Karasjokban. A leghidegebbek a telek Finnmarksviddában, de a szárazföld belsejében délebbre is kemény hidegek lehetnek; Rørosban -50 °C-ot is mértek, Tynsetben a januári átlag -13 °C. 

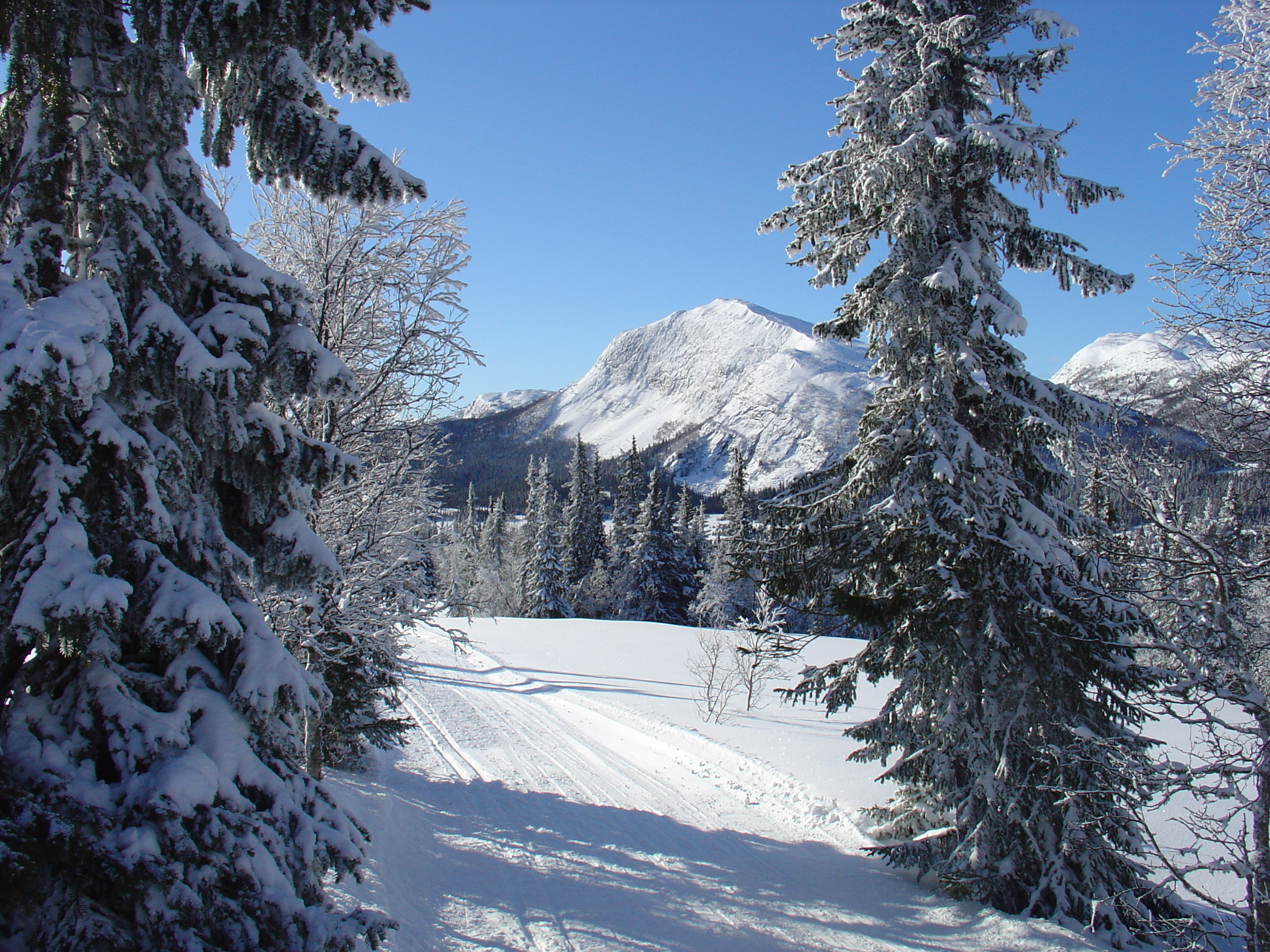
A szárazföld belsejének völgyeit télen hó borítja; Sigdalban a februári átlag 7 °C (1961-90). Az inverzió meteorológiai jelensége miatt a völgyek mélye télen gyakran hidegebb, mint a hegyoldalak

Az északi sarkkörtől északra fekvő Lofoten a világ legészakabbra fekvő helye, ahol a téli hónapok átlag hőmérséklete 0 °C felett van. Az ország déli és északi részei közti hőmérsékleti különbség tavasszal a legnagyobb; ekkor a legnagyobb a nappali és éjszakai hőmérséklet közti különbség is. A belső völgyekben és a fjordok menti legbelső területeken a legkevesebb a szél és a legmelegebbek a nyári napok; a legmelegebb az Oslo-fjord síkja, ahol a júliusi 24 órás átlaghőmérséklet 17 °C, de meg a 70. szélességi fokon fekvő Alta júliusi átlaga is 13,5 °C és a gyümölcsliget megszokott látvány a nyugati fjordok belső vidékein, de még Telemarkban is. A belső területek a hőmérsékleti csúcsot júliusban érik el, a parti területek augusztus első felében. A páratartalom nyáron általában alacsony.
| Hely | Kiemelkedés | Hőmérséklet (°C) | Hőmérséklet (°C) | Hőmérséklet (°C) | Csapadék/év | Termesztési időszak (nap) | Nyár (nap) | Hó >25 cm (nap) |
| Hely | Kiemelkedés | Jan              | Júl              | év               | Csapadék/év | Termesztési időszak (nap) | Nyár (nap) | Hó >25 cm (nap) |
| --- | ----------- | ---------------- | ---------------- | ---------------- | ----------- | ------------------------- | ---------- | --------------- |
| Blindern/Oslo | 94 m        | -4,3             | 16,4             | 5,7              | 763 mm      | 188                       | 133        | 30              |
| Lillehammer | 242 m       | -9,1             | 14,7             | 2,9              | 660 mm      | 165                       | 108        | 110             |
| Geilo | 810 m       | -8,2             | 11,2             | 1,0              | 700 mm      | 127                       | 67         | 162             |
| Sognefjellhytta Lomban/Sognefjell | 1413 m      | -10,7            | 5,7              | -3,1             | 860 mm      | 58                        | 0          | 244             |
| Tønsberg | 10 m        | -3,2             | 16,8             | 6,3              | 930 mm      | 194                       | 136        | 9               |
| Kristiansand | 22 m        | -0,9             | 15,7             | 7,0              | 1380 mm     | 205                       | 145        | 21              |
| Sola/Stavanger | 7 m         | 0,8              | 14,2             | 7,4              | 1180 mm     | 215                       | 144        | 0               |
| Florida/Bergen | 12 m        | 1,3              | 14,3             | 7,6              | 2250 mm     | 215                       | 143        | 3               |
| Lærdal | 24 m        | -2,5             | 14,7             | 5,9              | 491 mm      | 193                       | 124        | 0               |
| Molde | 20 m        | 0,5              | 13,5             | 6,7              | 1640 mm     | 195                       | 120        | 54              |
| Kongsvoll Oppdalban/Dovrefjell | 885 m       | -9,8             | 9,9              | -0,3             | 445 mm      | 115                       | 9          | 127             |
| Værnes/Trondheim | 12 m        | -3,4             | 13,7             | 5,0              | 892 mm      | 180                       | 114        | 14              |
| Rørvik | 25 m        | -0,9             | 12,8             | 5,6              | 1285 mm     | 186                       | 106        | 9               |
| Fauske | 14 m        | -4,1             | 13,0             | 3,9              | 1040 mm     | 163                       | 95         | 88              |
| Leknes/Lofoten | 15 m        | -0,4             | 12,0             | 4,9              | 1225 mm     | 172                       | 79         | 39              |
| Bardufoss | 76 m        | -10,4            | 13,0             | 0,7              | 652 mm      | 134                       | 77         | 126             |
| Langnes/Tromsø | 8 m         | -3,8             | 11,8             | 2,9              | 1000 mm     | 139                       | 65         | 160             |
| Honningsvåg | 10 m        | -4,5             | 10,3             | 2,0              | 765 mm      | 115                       | 40         | 110             |
| Kirkenes | 10 m        | -11,5            | 12,6             | -0,2             | 450 mm      | 125                       | 65         | 140             |
| Longyearbyen/Svalbard | 28 m        | -14,6            | 6,5              | -6,0             | 210 mm      | 50                        | 0          | 34              |
| Termesztési időszak: Napok/év, amikor a 24 órás átlaghőmérséklet legalább 5 °C; egyes arktikus/alpesi növények akár még 0 °Con is nőnek. Nyár: Napok/év amikor a 24 órás átlaghőmérséklet legalább 10 °C; eszerint a nyár Oslóban május 12-én kezdődik, Bergenben május 21-én, Trondheimben május 21-én, Bardufossban június 11-én. Hó: Nap/év, amikor a hótakaró vastagsága legalább 25 cm; 1971–2000. |             |                  |                  |                  |             |                           |            |                 |

## Területformái

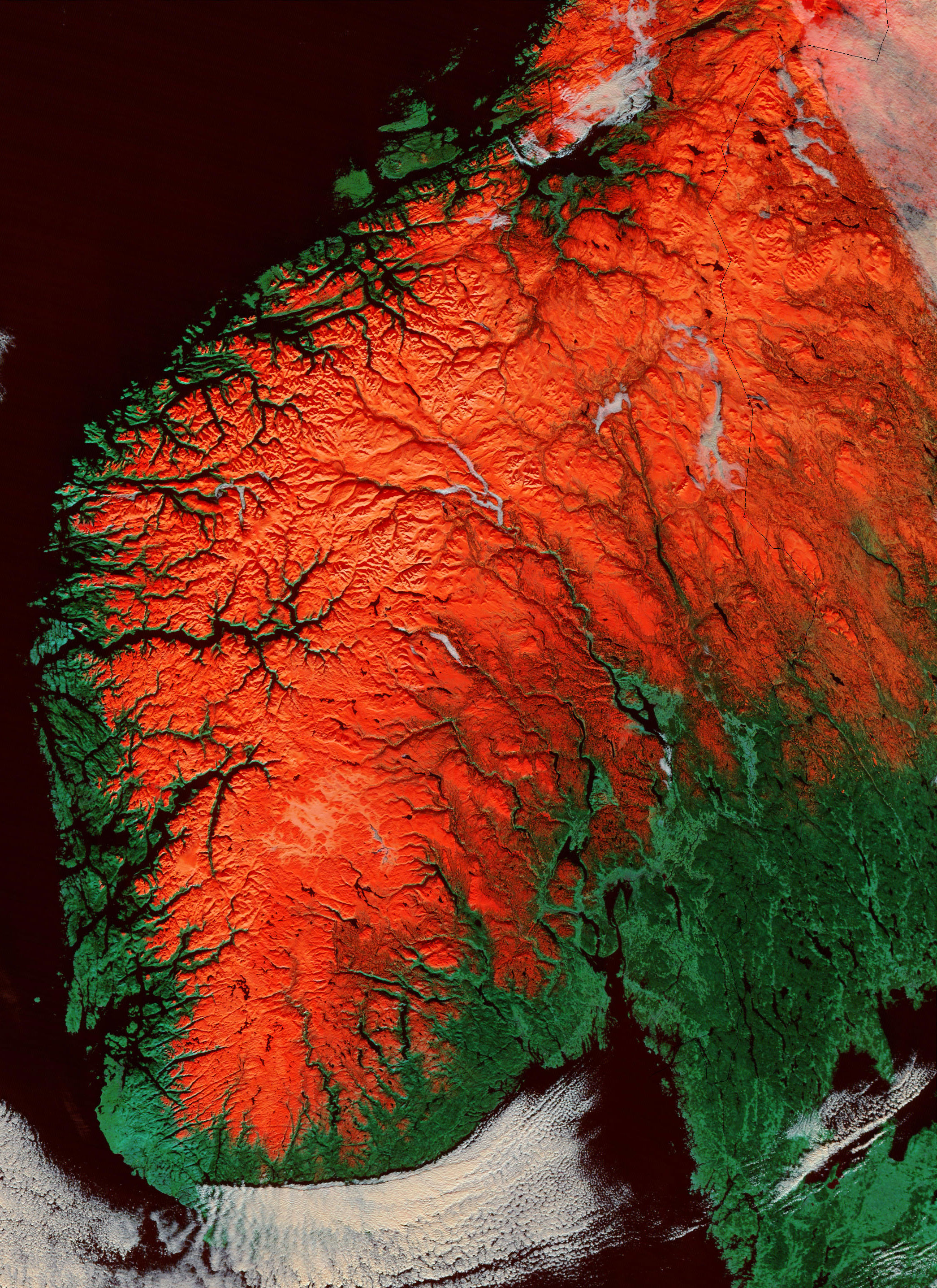
Dél-Norvégia műholdképe, a havas területek vörössel kiemelve. Tisztán látszik a Sogne-fjord és a Hardanger-fjord

Norvégiára a termékeny völgyek tagolta fennsíkok és hegyek jellemzők, elszórtan kis síkságok, mélyen a partvonalon belülre nyúló fjordok. Sarki tundra csak a legészakkeletibb területeken találhatók, főképp a Varanger-félszigeten. Egész évben fagyott területek csak a magas hegyekben, illetve Finnmark megye belsejeben vannak. Nagyon sok a gleccser.
Magassági szélső értékek:

Legalcsonyabb pont:
Norvég-tenger 0 m

Legmagasabb pont:
Galdhøpiggen 2469 m

## Biológiai diverzitás
Az ország nagy észak-déli kiterjedése, változatos terep- és éghajlati viszonyai miatt az élőhelyek változatossága nagyobb, mint bármely más európai országban. Norvégia szárazföldjein és vizeiben mintegy hatvanezer faj él, sok ezek közül rovar és gomba. Ebből mintegy negyvenezernek készült tudomanyos leírása. Az ország 2006-os vörös listáján 3886 faj volt. Tizenhét faj azért van a listán, mert globálisan veszélyeztetettek, például az európai hód, amelynek norvégiai populációja nincs veszélyben. A listán 430 gombafaj volt, amelyek közül sok a kevés megmaradt őserdőben honos. A listára 90 madár- és 25 emlősfaj került fel. A lista szerint 1988 norvégiai faj veszélyeztetett vagy sérülékeny: 939 sérülékeny, 734 veszélyeztetett, 285 pedig kritikusan veszélyeztetett (köztük a szürke farkas, a sarki róka - amelynek azonban Svalbardon egészséges populációja él - és a kis tavibéka).

## Vegetáció

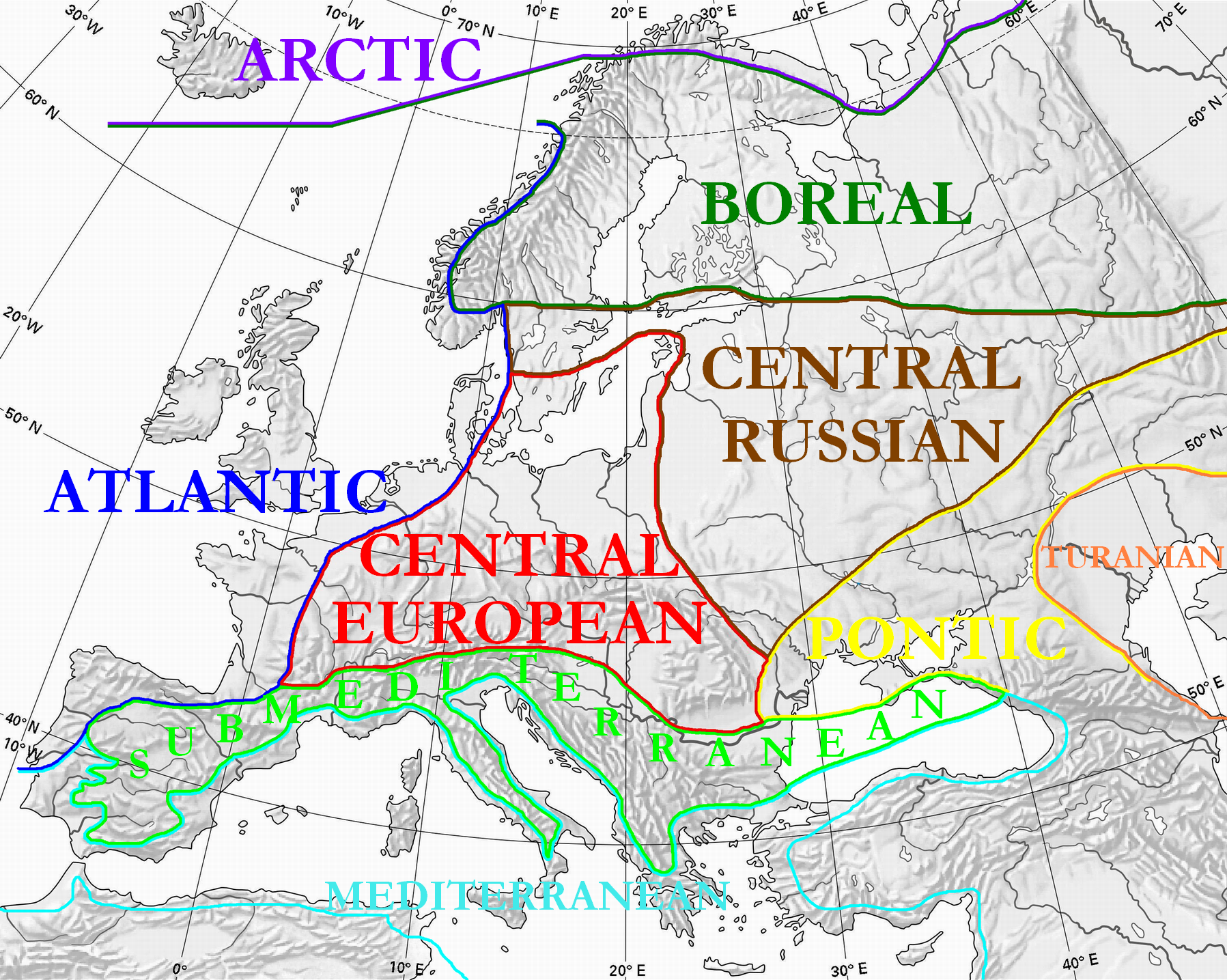
Norvégiába a cirkumboreális régión belül 4 florisztikus régió nyúlik bele

Norvégia vegetációja, mint egy ily sok szélességi fokon átnyúló ország esetében várható, jelentős változatosságot mutat. Észak-Amerika nyugati részének hasonló éghajlatú területeihez képest alacsony a fafajok száma. Ez azért van, mert az észak-déli migráció Európában a jégkorszak maximuma után nehézzé vált: hegyláncok szakítják meg, valamint a Balti-tenger és az Északi-tenger. (Amerika szárazföldi területe ezzel szemben folytonos és a hegyláncok is észak-déli irányúak. De sok importált növény képes volt elterjedni Norvégiában, és kevesebb, mint a 2630 norvégiai növényfaj fele természetes módon honos. A Norvégiai növényfajok közül 210 szerepel a veszélyeztetett fajok listáján, ezek közül 13 őshonos. The national parks in Norway are mostly located in mountain areas, and only about 1.7% of the productive forests in the country are protected.
Sok fajt említenek nyugatiként, mivel nagy a nedvességigényük és rosszul tűrik a téli fagyot; ezek a délnyugati partok közelében találnak megfelelő viszonyokat, Ålesundtól délre; példa a magyal és a hamvas hanga. Egyes nyugati fajok Helgelandtól északra is előfordulnak, mint a keresztes hanga, és egyesek még Lofotentől is északabbra (például az erdei perjeszittyó). A tengerpart enyhe éghajlata meglepetéseket is okoz: még olyan északra is megélnek, mint Sunnmøre a pálmák egyes szívósabb fajai, egy nagy libanoni cédrus Stavangerben. A lombhullató fak közül meg a sarkkörtől északra (mint például Steigenben) is megél a vadgesztenye és a közönséges bükk, ahol a talaj és a mikroklíma megfelelő.
A keletiek közé besorolt növények több napfényt és kevesebb nedvességet igényelnek, de jobban tűrik a hideg teleket; ezek általában délkeleten, illetve a tengertől távolabb fekvő területeken élnek. Ilyen a farkasboroszlán, a csattogó szamóca és a macskafarkú veronika. Egyes Szibériára jellemző keleti fajok Finnmark keleti részének folyóvölgyeiben is nőnek.
A norvégiai növények egy másik csoportja átmenetet képez a nyugati és keleti fajok közt, mint a déli növények (mint a kocsányos tölgy, a magas kőris és az erdei szélfű; más fajok a talajtól függően terjednek el.
Norvégia hegyeiben nagyszámú alpesi faj él.

## Legfontosabb városai (nagyságrendben)
- Oslo (korábban Kristiania) - a főváros.
- Bergen - korábbi főváros, Hanza-város.
- Trondheim - Norvégia első fővárosa Nidaros néven (vikingkor).
- Stavanger (népesség/konurbáció alapján a harmadik).
- Kristiansand
- Fredrikstad
- Tromsø
- Sandnes
- Drammen
- Skien

## Fordítás
Ez a szócikk részben vagy egészben  a   Geography of Norway című angol Wikipédia-szócikk ezen változatának fordításán alapul.  Az eredeti cikk szerkesztőit annak laptörténete sorolja fel. Ez a jelzés csupán a megfogalmazás eredetét és a szerzői jogokat jelzi, nem szolgál a cikkben szereplő információk forrásmegjelöléseként.